# ラーマ

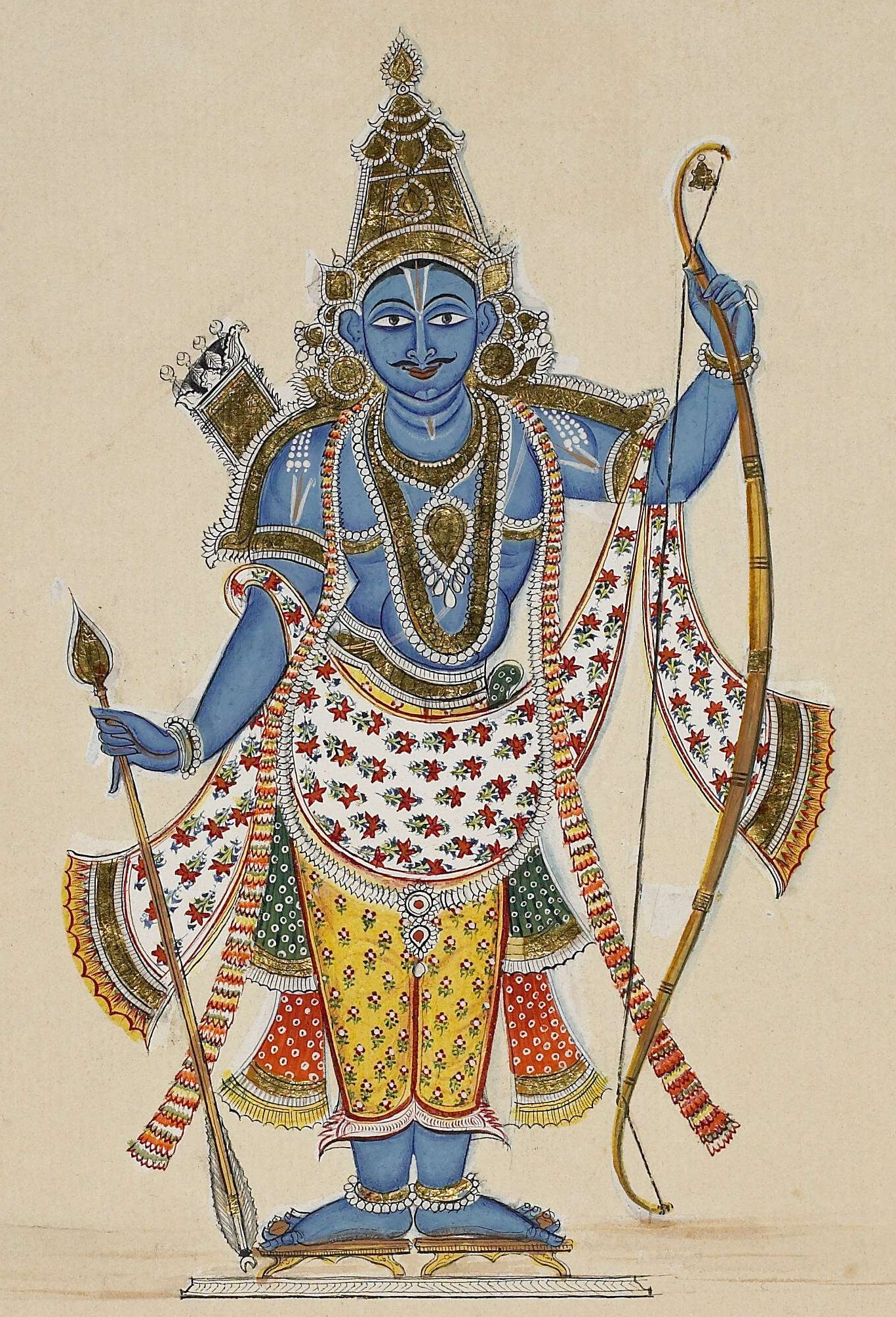
伝説の戦士『ラーマ』

ラーマ（デーヴァナーガリー：राम Rāma）は、インド神話の叙事詩『ラーマーヤナ』の主人公。イクシュヴァーク王朝に生まれた薔薇色の瞳を持つ英雄で、インドの理想君主像であり、ダルマを体現したとされる。シーターを妃とした。彼はインド神話最大の英雄の一人である。

## 概要
コーサラ国の都アヨーディヤーのダシャラタ王と妃カウサリヤーとの間に長子として生を受け、異母兄弟にバラタ、ラクシュマナ、シャトルグナがいる。『ラーマーヤナ』によると、彼ら4兄弟はいずれもラークシャサ（羅刹）の王ラーヴァナを倒すために生まれたヴィシュヌ神の4分身であるという。大聖ヴィシュヴァーミトラの導きによって、ミティラーの王ジャナカを尋ね、そこで王の娘シーターと出会い、結婚する。しかしバラタ王子の母カイケーイー妃によって、14年の間アヨーディヤを追放された。ダンダカの森でラーヴァナによってシーターを略奪され、これをきっかけにラークシャサ族との間に大戦争が勃発する。

## その他
神話上、特にヴァイシュナヴァ派では、ヴィシュヌのアヴァターラ（化身）であるとされる。神の化身としてのラーマへの信仰は篤く、マハトマ・ガンディーは死の際に「ヘー・ラーム」（神よ）と言った。この「ラーム」とはラーマのことである。

## 所持している武器
- 弓
  - シャランガ - ヴィシュヌ神の黄金弓。コダンダ、ブラフマダッタとも。彼を象徴する武器
  - ピナーカ - シヴァ神の大弓。シーターの婿選びに使われていたものであり、その際に彼はこれを破壊してしまった

弓以外は基本的に第1巻(少年期)の27章で聖仙(リシ)に授かっている
- チャクラム(円月輪)
  - スダルシャナチャクラム - ヴィシュヌ神のチャクラム 本文ではヴィシュヌチャクラムと表記
  - ダンダチャクラム
  - ダルマチャクラム
  - カーラチャクラム
- ガダ(棍棒)
  - モダキー
  - シカリー
- パーシャ(縄)
  - ヴァールナパーシャ - ヴァルナ神の縄
  - カーラパーシャ
  - ダルマパーシャ
- その他
  - 各種アストラ多数 - ブラフマーストラ、アグネヤアストラ、サンモーハナアストラ等。矢、及び弓を媒介とする術
  - ナンダカ - ヴィシュヌ神の剣

## ギャラリー

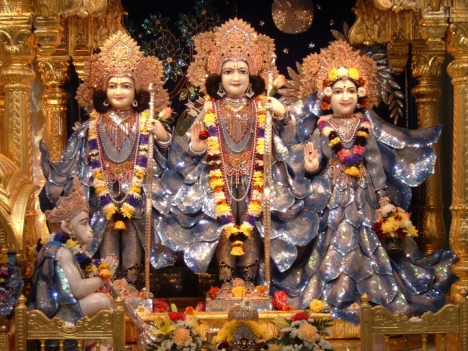
ラーマ《中央》とシーターと弟ラクシュマナの像（英国・ワトフォードの寺院）
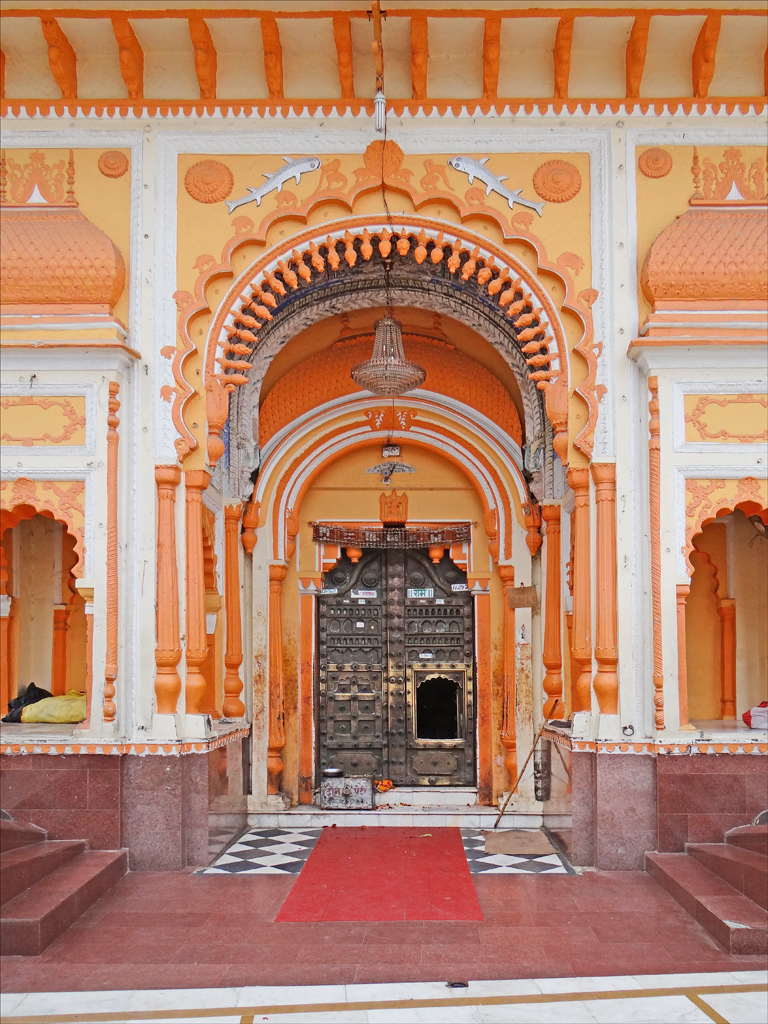
ラーマ寺院の入口（インド・オールチャー）
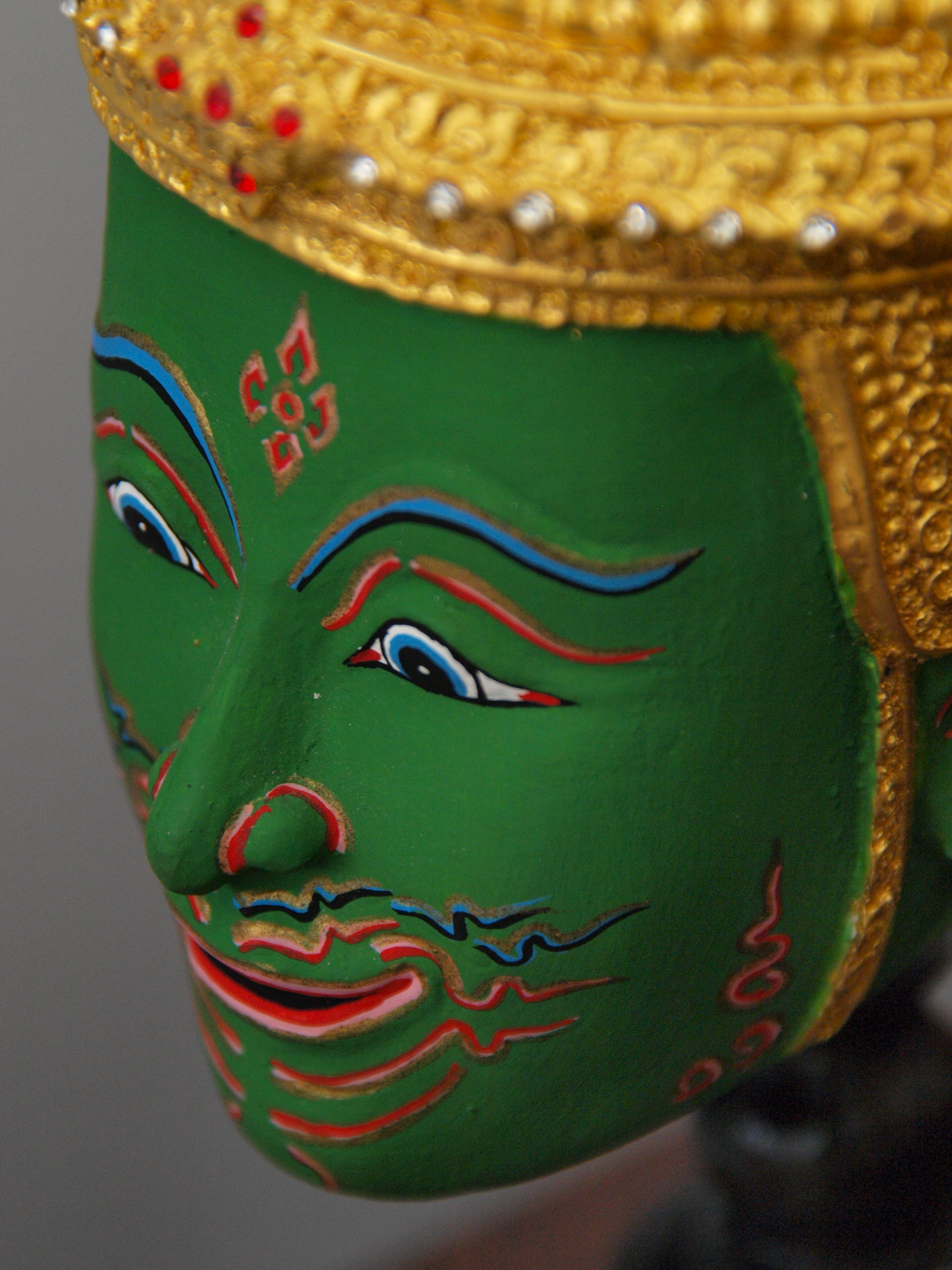
仮面舞踊劇のラーマ（タイ王国）
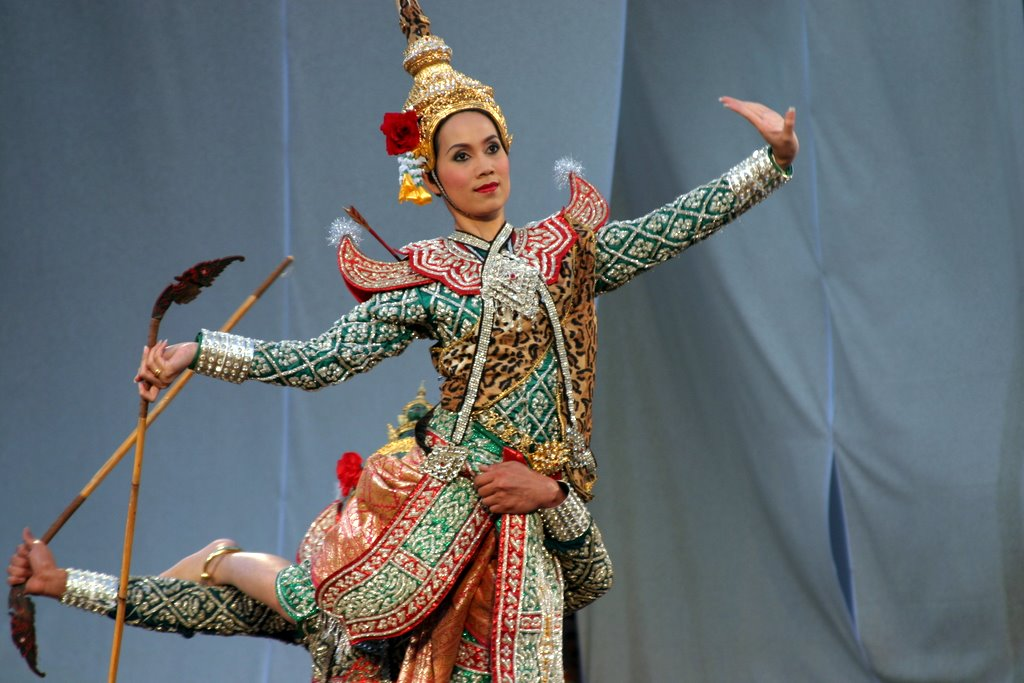
タイのダンサーによる演舞
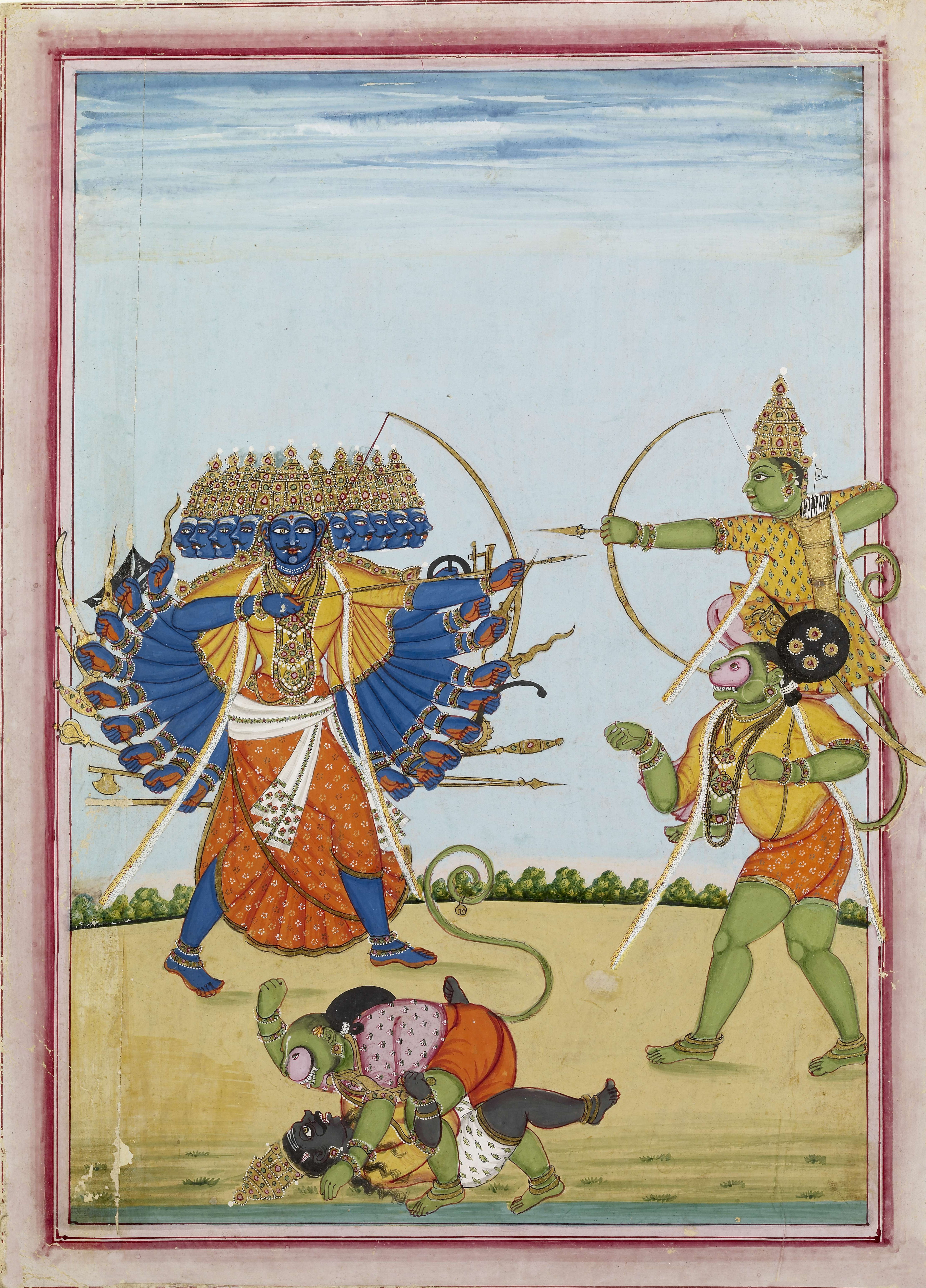
ハヌマーンとともにラーヴァナと戦うラーマ
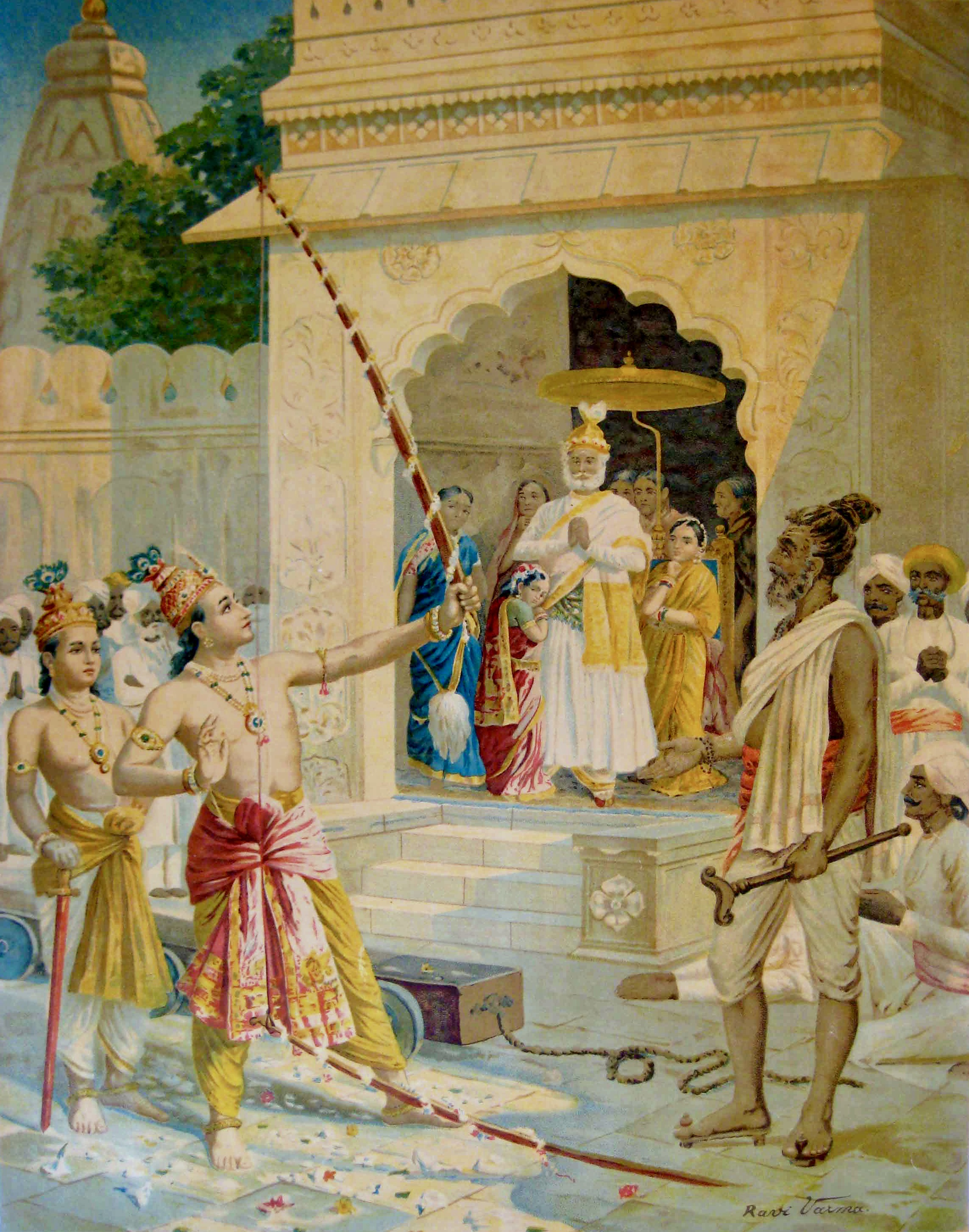
ラーマがシーターを勝ち取るために弓を折る
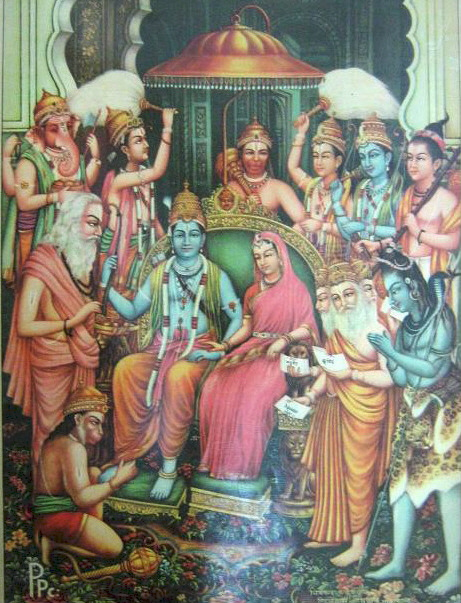
ラーマの戴冠式。シーターや兄弟が囲む